# Renegades of Funk
Renegades of Funk is een lied van Afrika Bambaataa, uitgebracht in 1984. Deze single was geproduceerd door Arthur Baker en John Robie.
In 2000 was het een single van de Amerikaanse band Rage Against the Machine. De single staat op het album Renegades, dat geheel uit covers bestaat.

## Videoclip
De videoclip voor Renegades of Funk is geproduceerd door Steven Murashige. In deze clip zijn fragmenten te zien van andere videoclips en gebeurtenissen van mensenrechtenorganisaties. Daarnaast zijn foto's te zien van personen die door de band 'renegades' worden genoemd. Deze personen zijn:
- Sitting Bull: leider van de Hunkpapa Sioux.
- Thomas Paine: Engels filosoof en revolutionair.
- Martin Luther King: Amerikaanse dominee en politiek leider.
- Malcolm X: Een van de Amerikaanse voormannen van de Nation of Islam.
- Muhammad Ali: bokser.
- Paul Robeson: zanger.
- Richard Pryor: komiek.
- Gil Scott-Heron: dichter en muzikant.
- The Last Poets: muzikanten uit de jaren 60.
- James Brown: muzikant.
- Curtis Mayfield: muzikant.
- Charles Wright & the Watts 103rd Street Rhythm Band: funk band
- Sly & the Family Stone: rockband
- George Clinton: muzikant.
- Parliament Funkadelic: muziekgroep.
- Dj Kool Herc: Hiphop-artiest.
- Grandmaster Flash: Hiphop-artiest.
- Afrika Bambaataa: Muzikant.
- Kurtis Blow: Hiphop-artiest.
- Nat Turner: leider van de Southampton County rebellen.
- Huey Newton: mede-oprichter van de Black Panther Party.
- Mumia Abu-Jamal: veroordeeld voor moord.
- Leonard Peltier: lid van de American Indian Movement; veroordeeld voor moord.
- Che Guevara: guerrilla-leider.
- Stokeley Carmichael: leider van de Student Nonviolent Coordinating Committee
- Marcus Garvey: oprichter van de Universal Negro Improvement Association and African Communities League.
- Angela Davis: Black Panther.
- Rigoberta Menchú: activist.
- César Chávez: mede-oprichter van de United Farm Workers.
- Susan B Anthony: mede-oprichter van de National Woman's Suffrage Association.
- Rosa Parks: activist.
- Whodini: Hiphop-groep.
- Run-DMC: Hiphop-groep.
- LL Cool J: Hiphop-artiest.
- KDAY: hiphop radiostation.
- Ice-T: rapper.
- Roxanne Shante: Hiphop-artiest.
- UTFO: Hiphop-groep.
- Boogie Down Productions: Hiphop-groep.
- Beastie Boys: Hiphop-groep.
- Salt-n-Pepa: Hiphop-groep.
- Eric B. & Rakim: hiphop-duo
- MC Lyte: Hiphop-artiest.
- Slick Rick: rapper.
- Big Daddy Kane: rapper.
- EPMD: Hiphop-groep.
- Public Enemy: Hiphop-groep.
- De La Soul: Hiphop-groep.
- Queen Latifah: rap-artieste.
- Tone-Lōc: Hiphop-artiest.
- N.W.A: Hiphop-groep.

## Tracks
1. "Renegades of Funk" (radioversie)
2. "Renegades of Funk" (albumversie)